# Microdrosophila frontata
Microdrosophila frontata är en tvåvingeart som först beskrevs av Johannes Cornelis Hendrik de Meijere 1916.  Microdrosophila frontata ingår i släktet Microdrosophila och familjen daggflugor.